# サーニャ・マラグルスキ
サニャ・マラグルスキ（セルビア語: Сања Малагурски、1990年6月8日 - ）は、セルビアの元女子バレーボール選手。ヴォイヴォディナ自治州スボティツァ出身。元セルビア代表。

## 来歴
2007セルビアユース代表の主将を務め、2007欧州ユース選手権準優勝、2007ユース世界選手権4位入賞にチームを導いた。
2008年シニア初代表。北京五輪欧州大陸予選でセルビア代表としてデビューし、2008年北京オリンピックに出場した。
2009年、ヨーロッパ選手権に出場、2010年のヨーロッパリーグ優勝に貢献した。同年の世界選手権では1次ラウンドの日本戦に途中出場するなど、同じポジションのブラコチェビッチの控えながらも迫力のある攻撃が魅力である。
2011年ヨーロッパリーグでは3連覇、ワールドグランプリではポジションを転向、ポイントゲッターとして活躍し、初出場で3位へと導いた。ヨーロッパ選手権では、決勝で途中出場で大活躍し、チームを初優勝に貢献した。
2011年11月のワールドカップ韓国戦で右膝十時靭帯を損傷し、長期離脱を余儀なくされた。2013年のFIVBワールドグランプリで代表復帰を果たした。
2013-14シーズンにはブラジルリーグの強豪オザスコへ移籍し、世界クラブ選手権で銀メダルを獲得した。

## 球歴
- オリンピック - 2008年（5位）
- 世界選手権 - 2010年
- ヨーロッパ選手権 - 2011年（優勝）
- ワールドグランプリ - 2011年（3位）、2013年（3位）、2014年

## 所属クラブ
- OKスボティツァ（2005-2006年）
- Hitノヴァ・ゴリツァ （2006-2008年）
- メタル・ガラツィ（2008-2009年）
- ツルヴェナ・ズヴェズダ・ベオグラード（2009-2011年）
- アシステル・ノヴァーラ（2011-2012年）
- アシステルMCカルナギ・ヴィッラ・コルテーゼ （2012-2013年）
- オザスコ（2013-2014年）
- PSPS Chemik Police（2014-2015年）
- イドマノジャウ（2015-2016年）
- Metalleghe Montichiari（2016-2017年）
- バレー・ベルガモ（2017-2018年）
- OKレッドスター・ベオグラード（2018-2019年）